# Vietnam International 2017
Die Vietnam International 2017 im Badminton fanden vom 21. März bis zum 26. März 2017 in Hanoi statt.

## Sieger und Platzierte
| Disziplin    | Gold                                  | Silber                                 | Bronze                                           |
| ------------ | ------------------------------------- | -------------------------------------- | ------------------------------------------------ |
| Herreneinzel | Nguyễn Tiến Minh                      | Khosit Phetpradab                      | Lin Chia-hsuan                                   |
| Herreneinzel | Nguyễn Tiến Minh                      | Khosit Phetpradab                      | Yang Chih-chieh                                  |
| Dameneinzel  | Pornpawee Chochuwong                  | Vũ Thị Trang                           | Nguyễn Thùy Linh                                 |
| Dameneinzel  | Pornpawee Chochuwong                  | Vũ Thị Trang                           | Rusydina Antardayu Riodingin                     |
| Herrendoppel | Satwiksairaj Rankireddy Chirag Shetty | Trawut Potieng Nanthakarn Yordphaisong | Hendra Gunawan Markis Kido                       |
| Herrendoppel | Satwiksairaj Rankireddy Chirag Shetty | Trawut Potieng Nanthakarn Yordphaisong | Nur Mohd Azriyn Ayub Jagdish Singh               |
| Damendoppel  | Erina Honda Nozomi Shimizu            | Joyce Choong Tee Jing Yi               | Ririn Amelia Anna Cheong Ching Yik               |
| Damendoppel  | Erina Honda Nozomi Shimizu            | Joyce Choong Tee Jing Yi               | Rahmadhani Hastiyanti Putri Vania Arianti Sukoco |
| Mixed        | Shi Longfei Tang Pingyang             | Irfan Fadhilah Weni Anggraini          | Andika Ramadiansyah Mychelle Bandaso             |
| Mixed        | Shi Longfei Tang Pingyang             | Irfan Fadhilah Weni Anggraini          | Wang Sijie Ni Bowen                              |